# 1991 OH1
1991 OH1 är en asteroid i huvudbältet som upptäcktes den 18 juli 1991 av den belgiske astronomen Henri Debehogne vid La Silla-observatoriet.
Den har en diameter på ungefär 8 kilometer och den tillhör asteroidgruppen Koronis.